# 塔爾卡斯湖
52°50′13″N 58°15′14″E / 52.8369°N 58.2539°E

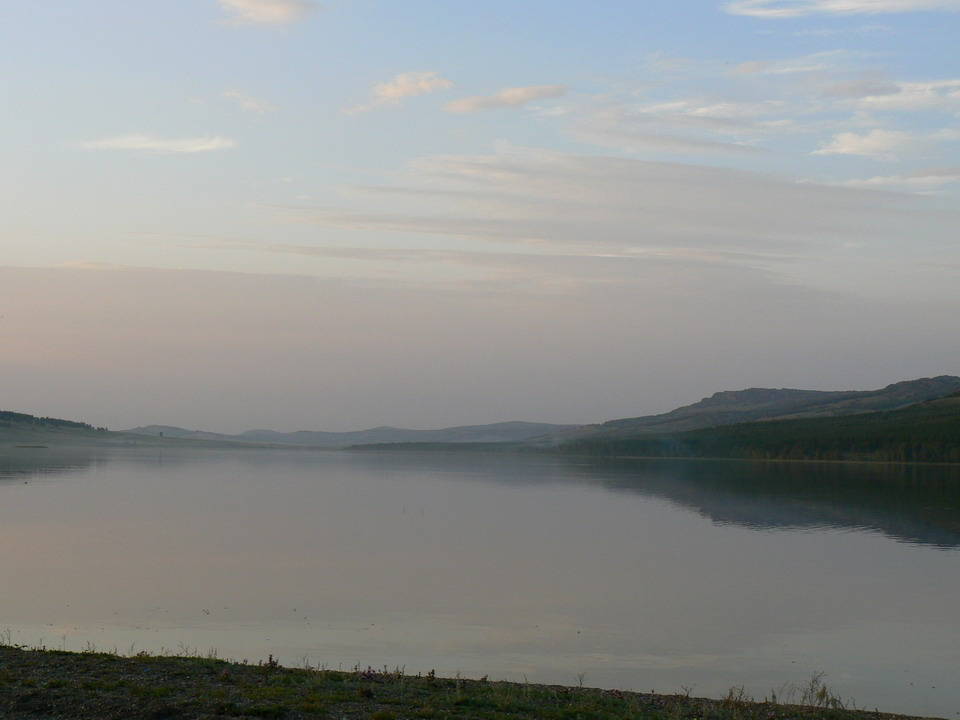

塔爾卡斯湖（俄语：Талкас），是俄羅斯的湖泊，位於該國西南部，由巴什科爾托斯坦共和國負責管轄，長3.9公里、寬1公里，面積3.9平方公里，海拔高度548.5米，集水區面積15.8平方公里，平均水深4.5米，最大水深12米。